# Jacob Gestman Geradts
Jacob (Jaap) Gestman Geradts (Den Haag, 9 december 1951) is een Nederlandse kunstenaar, gespecialiseerd in het maken van tekeningen van pin-ups. Daarnaast is hij elektrotechnisch ingenieur en doctor in de geschiedenis van de Vroegmoderne Tijd.

## Loopbaan
Na zijn studie aan het Grotius Lyceum in Den Haag, studeerde Jacob Gestman Geradts begin 1977 af aan de Technische Universiteit Delft als ingenieur in de elektrotechniek (energie-techniek). Hij werd in augustus 1977 docent aan de Hogere Zeevaartschool van Rotterdam. In hetzelfde jaar begon hij een studie psychologie aan de Universiteit Utrecht, waarvan hij slechts de propedeuse behaalde.
Hij werd al tijdens zijn docentschap een bekend auteur van technische artikelen en boeken voor de watersport, binnenvaart en zeevaart. In ongeveer 40 jaar heeft hij duizenden maritiem-technische artikelen geschreven, alsmede enkele boeken. Vanwege deze drukke werkzaamheden zag hij zich per 1 januari 1987 gedwongen zijn docentschap op te geven en zijn inkomsten volledig uit zijn maritieme schrijfwerk te halen. In 1988 schreef hij onder andere het boek “jachtontwerpen”. Door de samenwerkende exporterende Scandinavische jachtbouwers werd hem vervolgens gevraagd hun snelle motorboten te beoordelen. Hij testte eveneens Japanse waterscooters en Italiaanse rigid-inflatable boats. Ook werkte hij enige tijd in Nederland als ontwerper van rompvormen met lage wrijvingsweerstand. Rond 1990, met de opkomst van de informatica, richtte hij zich in het bijzonder op de gecomputeriseerde navigatiemiddelen, zoals GPS, elektronische navigatiekaarten en de NMEA-0183 standaarden voor gegevensuitwisseling aan boord.
Naast deze technische werkzaamheden hield hij zich vanaf eind jaren 1980, als autodidact, bezig met schilderen, maar voornamelijk met het tekenen in kleurpotlood van pin-ups, hierbij geholpen door zijn oud-studentes van de Zeevaartschool en de studentes van de Rotterdamse Dansacademie, die voor hem wilden poseren. Hij exposeerde zijn werken in een jaarlijks in de maand december terugkerende expositie in de Grote of Sint-Janskerk in Schiedam en eenmaal bij uitzondering in de Euromast te Rotterdam. In april 1992 vestigde hij zich in Zuid-Frankrijk, waar hij het zwaartepunt van zijn bezigheden van het technische naar het artistieke kon verschuiven, ofschoon hij beide bezigheden altijd is blijven combineren. In Rotterdam had hij nog een enkele zeefdruk en een serie gestileerde schilderijen gemaakt, evenals enkele pogingen in de art-nouveau-stijl van Alphonse Mucha, wat hem slecht afging.
In Frankrijk zou hij zich louter beperken tot het maken van foto-realistische kleurpotloodtekeningen op een ondergrond van gesatineerd polypropyleen, formaat 60 × 90 cm, voornamelijk in de stijl van de pin-up kunstenaars uit de jaren 1950 en 1960 zoals Alberto Vargas, Aslan en George Petty.

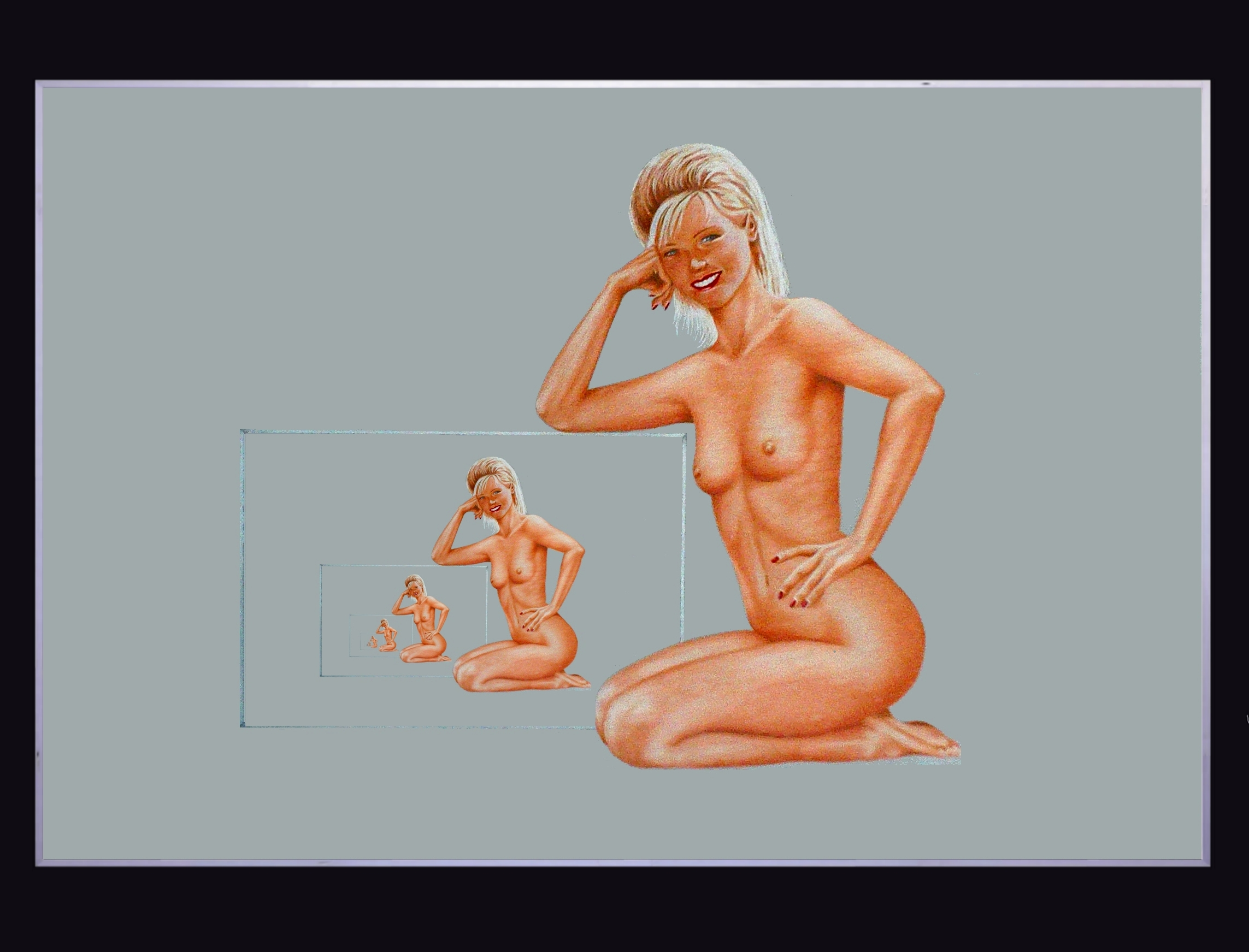
Droste Effect Gestman Geradts

Hij was gedurende meer dan 20 jaar lid van Galerie Terson de Paleville te Sorèze en nam deel aan talloze gemeenschappelijke en persoonlijke exposities, onder andere in Toulouse, Lautrec, Revel, Castelnaudary en natuurlijk in Sorèze zelf.

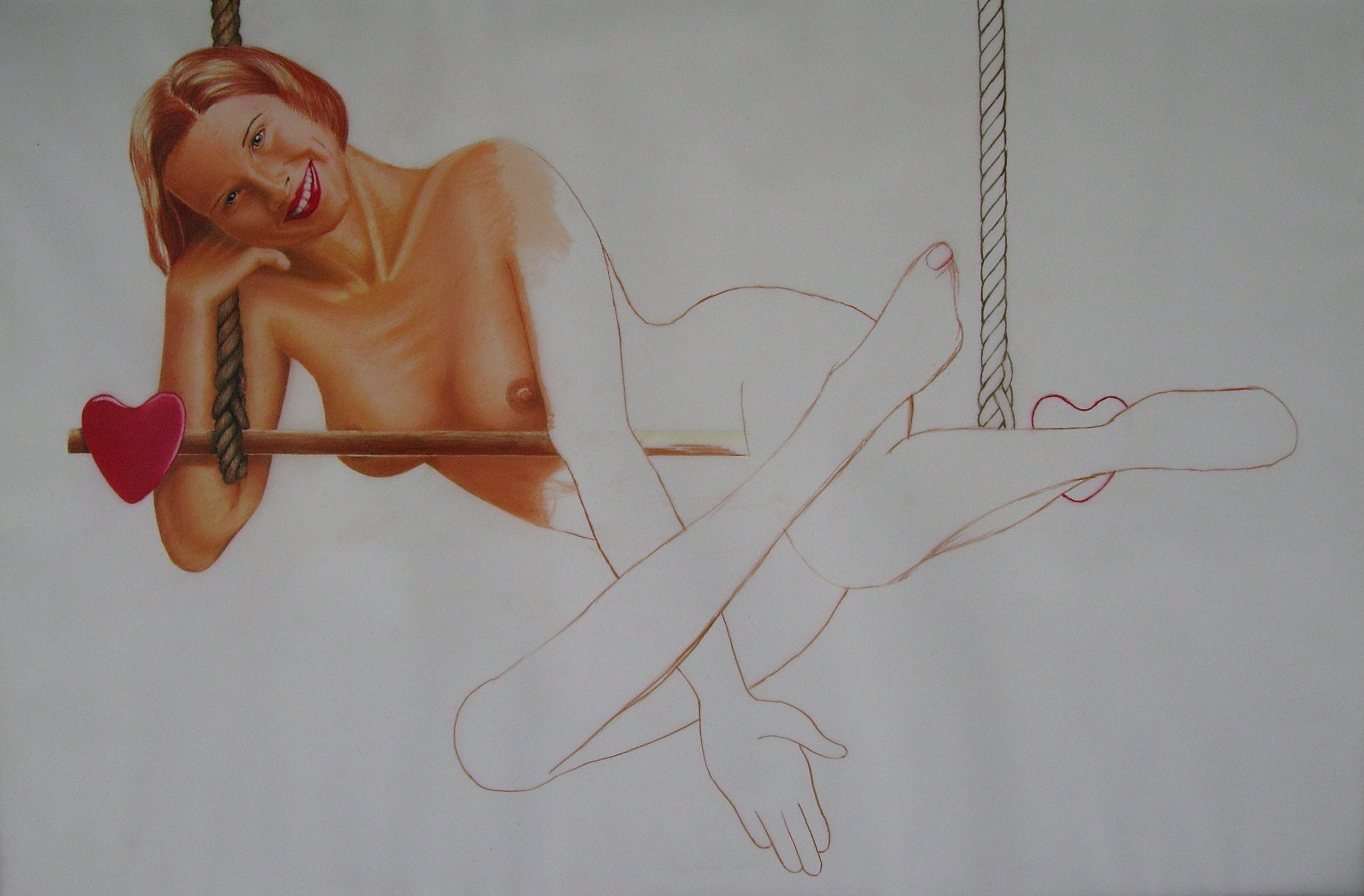
Trapeze(1998) 60 × 90 cm.

Naast de techniek en het tekenen, was Jacob Gestman Geradts ook geïnteresseerd in geschiedenis. Vanaf begin jaren 1980 onderzocht hij zijn eigen voorouders en stuitte daarbij op kunstenaar, cartograaf en graveur Cornelis de Hooghe (Den Haag 1541- Den Haag 1583), die beweerde een bastaardzoon van keizer Karel V (1500-1558) te zijn. De Hooghe leidde een opstand en werd daarvoor onthoofd. Hoewel geen voorouder van Gestman Geradts, probeerde hij toch zo veel mogelijk van deze vergeten kunstenaar te weten te komen. Deze langdurige onderzoekingen leidden in juni 2019 tot een wetenschappelijke promotie aan de Katholieke Universiteit Leuven, op de biografie van Cornelis de Hooghe.

## Privéleven
Geradts kreeg in 1984 bij koninklijk besluit het recht de beide achternamen Gestman en Geradts van zijn beide ouders te gebruiken. Geradts is de jongste broer van striptekenaar en scenarist Evert Geradts en de partner van de dochter van illustratrice Jenny Dalenoord.